# Eleições autárquicas de 2021 em Vila Nova de Gaia
As eleições autárquicas de 2021 serviram para eleger os membros dos órgãos do poder local no concelho de Vila Nova de Gaia.
O Partido Socialista voltou a ter uma vitória esmagadora no concelho gaiense, ao conseguir mais de 57% dos votos e a manter 9 dos 11 vereadores em disputa, tal como aconteceu em 2017. A juntar a isto, o PS conseguiu manter a maioria na Assembleia Municipal e a liderança de todas as juntas de freguesia. Este resultado permitiu a reeleição de Eduardo Vítor Rodrigues como presidente de Câmara.
A coligação PSD-CDS-PPM teve um resultado desastroso, conseguindo o pior resultado de sempre do centro-direita no concelho, ao ficar-se pelos 17,6%  e 2 vereadores.
Quanto às outras candidaturas, nenhuma ficou perto de conseguir eleger um vereador.

## Candidatos
| Lista | Lista                          | Candidato                 |
| ----- | ------------------------------ | ------------------------- |
|       | Partido Socialista             | Eduardo Vítor Rodrigues   |
|       | PSD-CDS-PPM                    | José Cancela Moura        |
|       | Bloco de Esquerda              | Renato Soeiro             |
|       | Coligação Democrática Unitária | Diana Ferreira            |
|       | Pessoas–Animais–Natureza       | Nuno Gomes Oliveira       |
|       | CHEGA                          | Alcides Couto             |
|       | Iniciativa Liberal             | Orlando Monteiro da Silva |
|       | LIVRE                          | Ana Poças                 |
|       | PDR-MPT                        | Vítor Marques             |

## Resultados Oficiais
Os resultados nos diferentes órgãos do poder local no Concelho de Vila Nova de Gaia foram os seguintes:

### Câmara Municipal
| Partido                 | Partido                        | Votos   | %               | +/-  | Vereadores | +/-     |
| ----------------------- | ------------------------------ | ------- | --------------- | ---- | ---------- | ------- |
|                         | Partido Socialista             | 73 712  | 57,79 / 100,00  | 3,89 | 9 / 11     | Estável |
|                         | PSD-CDS-PPM                    | 22 407  | 17,57 / 100,00  | 2,73 | 2 / 11     | Estável |
|                         | Coligação Democrática Unitária | 6 162   | 4,83 / 100,00   | 0,32 | 0 / 11     | Estável |
|                         | Bloco de Esquerda              | 5 886   | 4,61 / 100,00   | 0,57 | 0 / 11     | Estável |
|                         | CHEGA                          | 5 368   | 4,21 / 100,00   | Novo | 0 / 11     | Novo    |
|                         | Iniciativa Liberal             | 3 760   | 2,95 / 100,00   | Novo | 0 / 11     | Novo    |
|                         | Pessoas–Animais–Natureza       | 3 484   | 2,73 / 100,00   | 0,16 | 0 / 11     | Estável |
|                         | PDR-MPT                        | 606     | 0,48 / 100,00   | Novo | 0 / 11     | Novo    |
|                         | LIVRE                          | 582     | 0,46 / 100,00   | -    | 0 / 11     | -       |
| Votos Inválidos         | Votos Inválidos                | 5 579   | 4,37 / 100,00   | 0,38 |            |         |
| Total                   | Total                          | 127 546 | 100,00 / 100,00 |      | 11 / 11    |         |
| Eleitorado/Participação | Eleitorado/Participação        | 267 468 | 47,69 / 100,00  | 4,42 |            |         |

### Assembleia Municipal
| Partido                 | Partido                        | Votos   | %               | +/-  | Deputados | +/-     |
| ----------------------- | ------------------------------ | ------- | --------------- | ---- | --------- | ------- |
|                         | Partido Socialista             | 63 983  | 50,16 / 100,00  | 4,95 | 19 / 33   | 1       |
|                         | PSD-CDS-PPM                    | 25 465  | 19,96 / 100,00  | 2,38 | 7 / 33    | 1       |
|                         | Bloco de Esquerda              | 8 694   | 6,82 / 100,00   | 0,40 | 2 / 33    | Estável |
|                         | Coligação Democrática Unitária | 7 177   | 5,63 / 100,00   | 0,32 | 2 / 33    | Estável |
|                         | CHEGA                          | 5 747   | 4,51 / 100,00   | Novo | 1 / 33    | Novo    |
|                         | Pessoas–Animais–Natureza       | 4 768   | 3,74 / 100,00   | 0,02 | 1 / 33    | Estável |
|                         | Iniciativa Liberal             | 4 376   | 3,43 / 100,00   | Novo | 1 / 33    | Novo    |
|                         | PDR-MPT                        | 906     | 0,71 / 100,00   | Novo | 0 / 33    | Novo    |
| Votos Inválidos         | Votos Inválidos                | 6 438   | 5,04 / 100,00   | 0,22 |           |         |
| Total                   | Total                          | 127 554 | 100,00 / 100,00 |      | 33 / 33   |         |
| Eleitorado/Participação | Eleitorado/Participação        | 267 468 | 47,69 / 100,00  | 4,37 |           |         |

### Juntas de Freguesia
| Partido                 | Partido                        | Votos   | %               | +/-  | Presidentes | +/-     | Mandatos  | +/-  |
| ----------------------- | ------------------------------ | ------- | --------------- | ---- | ----------- | ------- | --------- | ---- |
|                         | Partido Socialista             | 66 670  | 52,28 / 100,00  | 3,73 | 15 / 15     | Estável | 134 / 215 | 6    |
|                         | PSD-CDS-PPM                    | 28 743  | 22,54 / 100,00  | 0,23 | 0 / 15      | Estável | 56 / 215  | 5    |
|                         | Coligação Democrática Unitária | 8 051   | 6,31 / 100,00   | 0,03 | 0 / 15      | Estável | 8 / 215   | 1    |
|                         | Bloco de Esquerda              | 7 125   | 5,59 / 100,00   | 0,15 | 0 / 15      | Estável | 9 / 215   | 1    |
|                         | CHEGA                          | 5 453   | 4,28 / 100,00   | Novo | 0 / 15      | Novo    | 3 / 215   | Novo |
|                         | Grupo de Cidadãos              | 1 551   | 1,22 / 100,00   | 1,54 | 0 / 15      | Estável | 2 / 215   | 3    |
|                         | Iniciativa Liberal             | 954     | 0,75 / 100,00   | Novo | 0 / 15      | Novo    | 0 / 215   | Novo |
|                         | Pessoas–Animais–Natureza       | 833     | 0,65 / 100,00   | -    | 0 / 15      | -       | 1 / 215   | -    |
|                         | NC-RIR                         | 616     | 0,48 / 100,00   | Novo | 0 / 15      | Novo    | 2 / 215   | Novo |
| Votos Inválidos         | Votos Inválidos                | 7 541   | 5,92 / 100,00   | 0,12 |             |         |           |      |
| Total                   | Total                          | 127 537 | 100,00 / 100,00 |      | 15 / 15     |         | 215 / 215 |      |
| Eleitorado/Participação | Eleitorado/Participação        | 267 468 | 47,68 / 100,00  | 4,41 |             |         |           |      |

## Resultados por Freguesia

### Câmara Municipal
| Freguesia                            | %     | %             | %    | %    | %    | %    | %    | %        | %    | Votantes |
| Freguesia                            | PS    | PSD- CDS- PPM | CDU  | BE   | CH   | IL   | PAN  | PDR- MPT | L    | Votantes |
| ------------------------------------ | ----- | ------------- | ---- | ---- | ---- | ---- | ---- | -------- | ---- | -------- |
| Freguesia                            |       |               |      |      |      |      |      |          |      | Votantes |
| Arcozelo                             | 53,37 | 22,15         | 3,63 | 3,61 | 4,72 | 4,13 | 2,88 | 0,30     | 0,43 | 6 564    |
| Avintes                              | 65,29 | 12,41         | 6,67 | 4,24 | 3,24 | 1,88 | 2,43 | 0,29     | 0,37 | 4 906    |
| Canelas                              | 67,25 | 13,05         | 3,21 | 3,63 | 4,24 | 2,04 | 2,02 | 0,22     | 0,37 | 5 945    |
| Canidelo                             | 57,49 | 15,30         | 5,54 | 6,22 | 3,77 | 3,31 | 3,03 | 0,47     | 0,47 | 11 102   |
| Grijó e Sermonde                     | 56,99 | 25,65         | 3,44 | 2,18 | 3,82 | 1,53 | 1,85 | 0,25     | 0,21 | 5 634    |
| Gulpilhares e Valadares              | 53,46 | 17,72         | 5,97 | 5,24 | 4,77 | 4,18 | 2,79 | 0,63     | 0,59 | 9 116    |
| Madalena                             | 57,33 | 16,13         | 4,98 | 4,04 | 4,47 | 4,21 | 2,99 | 0,83     | 0,48 | 4 582    |
| Mafamude e Vilar do Paraíso          | 54,73 | 16,93         | 5,50 | 6,03 | 4,40 | 3,62 | 3,45 | 0,58     | 0,64 | 20 163   |
| Oliveira do Douro                    | 62,12 | 14,83         | 5,94 | 4,51 | 3,86 | 2,06 | 2,38 | 0,44     | 0,31 | 9 502    |
| Pedroso e Seixezelo                  | 64,47 | 15,63         | 3,00 | 3,06 | 4,33 | 2,49 | 1,99 | 0,29     | 0,35 | 9 179    |
| Sandim, Olival, Lever e Crestuma     | 54,76 | 25,36         | 2,79 | 2,58 | 4,33 | 1,68 | 1,75 | 0,90     | 0,40 | 8 590    |
| Santa Marinha e São Pedro da Afurada | 54,57 | 15,89         | 6,32 | 6,69 | 4,21 | 3,60 | 3,34 | 0,43     | 0,51 | 13 018   |
| São Félix da Marinha                 | 53,76 | 23,25         | 3,73 | 2,85 | 4,03 | 3,95 | 2,53 | 0,25     | 0,50 | 6 358    |
| Serzedo e Perosinho                  | 59,50 | 19,63         | 3,74 | 3,22 | 4,43 | 1,71 | 2,60 | 0,33     | 0,36 | 6 123    |
| Vilar de Andorinho                   | 61,92 | 13,10         | 5,14 | 5,20 | 4,05 | 1,85 | 3,18 | 0,64     | 0,43 | 6 764    |
| Vila Nova de Gaia                    | 57,79 | 17,57         | 4,83 | 4,61 | 4,21 | 2,95 | 2,73 | 0,48     | 0,46 | 127 546  |

#### Arcozelo
| Partido                 | Partido                        | Votos  | %               | +/-     |
| ----------------------- | ------------------------------ | ------ | --------------- | ------- |
|                         | Partido Socialista             | 3 503  | 53,37 / 100,00  | 3,04    |
|                         | PSD-CDS-PPM                    | 1 454  | 22,15 / 100,00  | 6,15    |
|                         | CHEGA                          | 310    | 4,72 / 100,00   | Novo    |
|                         | Iniciativa Liberal             | 271    | 4,13 / 100,00   | Novo    |
|                         | Coligação Democrática Unitária | 238    | 3,63 / 100,00   | Estável |
|                         | Bloco de Esquerda              | 237    | 3,61 / 100,00   | 0,29    |
|                         | Pessoas–Animais–Natureza       | 189    | 2,88 / 100,00   | 0,60    |
|                         | LIVRE                          | 28     | 0,43 / 100,00   | -       |
|                         | PDR-MPT                        | 20     | 0,30 / 100,00   | Novo    |
| Votos Inválidos         | Votos Inválidos                | 314    | 4,78 / 100,00   | 0,48    |
| Total                   | Total                          | 6 564  | 100,00 / 100,00 |         |
| Eleitorado/Participação | Eleitorado/Participação        | 13 409 | 48,95 / 100,00  | 4,11    |

#### Avintes
| Partido                 | Partido                        | Votos | %               | +/-  |
| ----------------------- | ------------------------------ | ----- | --------------- | ---- |
|                         | Partido Socialista             | 3 203 | 65,29 / 100,00  | 6,00 |
|                         | PSD-CDS-PPM                    | 609   | 12,41 / 100,00  | 0,23 |
|                         | Coligação Democrática Unitária | 327   | 6,67 / 100,00   | 0,15 |
|                         | Bloco de Esquerda              | 208   | 4,24 / 100,00   | 1,25 |
|                         | CHEGA                          | 159   | 3,24 / 100,00   | Novo |
|                         | Pessoas–Animais–Natureza       | 119   | 2,43 / 100,00   | 0,46 |
|                         | Iniciativa Liberal             | 92    | 1,88 / 100,00   | Novo |
|                         | LIVRE                          | 18    | 0,37 / 100,00   | -    |
|                         | PDR-MPT                        | 14    | 0,29 / 100,00   | Novo |
| Votos Inválidos         | Votos Inválidos                | 157   | 3,20 / 100,00   | 1,24 |
| Total                   | Total                          | 4 906 | 100,00 / 100,00 |      |
| Eleitorado/Participação | Eleitorado/Participação        | 9 823 | 49,94 / 100,00  | 4,46 |

#### Canelas
| Partido                 | Partido                        | Votos  | %               | +/-  |
| ----------------------- | ------------------------------ | ------ | --------------- | ---- |
|                         | Partido Socialista             | 3 998  | 67,25 / 100,00  | 1,38 |
|                         | PSD-CDS-PPM                    | 776    | 13,05 / 100,00  | 3,56 |
|                         | CHEGA                          | 252    | 4,24 / 100,00   | Novo |
|                         | Bloco de Esquerda              | 216    | 3,63 / 100,00   | 0,32 |
|                         | Coligação Democrática Unitária | 191    | 3,21 / 100,00   | 0,29 |
|                         | Iniciativa Liberal             | 121    | 2,04 / 100,00   | Novo |
|                         | Pessoas–Animais–Natureza       | 120    | 2,02 / 100,00   | 0,11 |
|                         | LIVRE                          | 22     | 0,37 / 100,00   | -    |
|                         | PDR-MPT                        | 13     | 0,22 / 100,00   | Novo |
| Votos Inválidos         | Votos Inválidos                | 236    | 3,97 / 100,00   | 1,14 |
| Total                   | Total                          | 5 945  | 100,00 / 100,00 |      |
| Eleitorado/Participação | Eleitorado/Participação        | 11 878 | 50,05 / 100,00  | 7,16 |

#### Canidelo
| Partido                 | Partido                        | Votos  | %               | +/-  |
| ----------------------- | ------------------------------ | ------ | --------------- | ---- |
|                         | Partido Socialista             | 6 383  | 57,49 / 100,00  | 3,66 |
|                         | PSD-CDS-PPM                    | 1 699  | 15,30 / 100,00  | 2,18 |
|                         | Bloco de Esquerda              | 691    | 6,22 / 100,00   | 0,54 |
|                         | Coligação Democrática Unitária | 615    | 5,54 / 100,00   | 0,16 |
|                         | CHEGA                          | 419    | 3,77 / 100,00   | Novo |
|                         | Iniciativa Liberal             | 368    | 3,31 / 100,00   | Novo |
|                         | Pessoas–Animais–Natureza       | 336    | 3,03 / 100,00   | 0,15 |
|                         | PDR-MPT                        | 52     | 0,47 / 100,00   | Novo |
|                         | LIVRE                          | 52     | 0,47 / 100,00   | -    |
| Votos Inválidos         | Votos Inválidos                | 487    | 4,38 / 100,00   | 0,63 |
| Total                   | Total                          | 11 102 | 100,00 / 100,00 |      |
| Eleitorado/Participação | Eleitorado/Participação        | 24 423 | 45,46 / 100,00  | 4,85 |

#### Grijó e Sermonde
| Partido                 | Partido                        | Votos  | %               | +/-  |
| ----------------------- | ------------------------------ | ------ | --------------- | ---- |
|                         | Partido Socialista             | 3 211  | 56,99 / 100,00  | 2,89 |
|                         | PSD-CDS-PPM                    | 1 445  | 25,65 / 100,00  | 1,27 |
|                         | CHEGA                          | 215    | 3,82 / 100,00   | Novo |
|                         | Coligação Democrática Unitária | 194    | 3,44 / 100,00   | 0,10 |
|                         | Bloco de Esquerda              | 123    | 2,18 / 100,00   | 0,31 |
|                         | Pessoas–Animais–Natureza       | 104    | 1,85 / 100,00   | 0,06 |
|                         | Iniciativa Liberal             | 86     | 1,53 / 100,00   | Novo |
|                         | PDR-MPT                        | 14     | 0,25 / 100,00   | Novo |
|                         | LIVRE                          | 12     | 0,21 / 100,00   | -    |
| Votos Inválidos         | Votos Inválidos                | 230    | 4,08 / 100,00   | 0,43 |
| Total                   | Total                          | 5 634  | 100,00 / 100,00 |      |
| Eleitorado/Participação | Eleitorado/Participação        | 10 593 | 53,19 / 100,00  | 4,76 |

#### Gulpilhares e Valadares
| Partido                 | Partido                        | Votos  | %               | +/-  |
| ----------------------- | ------------------------------ | ------ | --------------- | ---- |
|                         | Partido Socialista             | 4 873  | 53,46 / 100,00  | 6,30 |
|                         | PSD-CDS-PPM                    | 1 615  | 17,72 / 100,00  | 2,12 |
|                         | Coligação Democrática Unitária | 544    | 5,97 / 100,00   | 0,61 |
|                         | Bloco de Esquerda              | 478    | 5,24 / 100,00   | 0,53 |
|                         | CHEGA                          | 435    | 4,77 / 100,00   | Novo |
|                         | Iniciativa Liberal             | 381    | 4,18 / 100,00   | Novo |
|                         | Pessoas–Animais–Natureza       | 254    | 2,79 / 100,00   | 0,27 |
|                         | PDR-MPT                        | 57     | 0,63 / 100,00   | Novo |
|                         | LIVRE                          | 54     | 0,59 / 100,00   | -    |
| Votos Inválidos         | Votos Inválidos                | 425    | 4,66 / 100,00   | 0,37 |
| Total                   | Total                          | 9 116  | 100,00 / 100,00 |      |
| Eleitorado/Participação | Eleitorado/Participação        | 19 613 | 46,48 / 100,00  | 2,93 |

#### Madalena
| Partido                 | Partido                        | Votos | %               | +/-  |
| ----------------------- | ------------------------------ | ----- | --------------- | ---- |
|                         | Partido Socialista             | 2 627 | 57,33 / 100,00  | 4,02 |
|                         | PSD-CDS-PPM                    | 739   | 16,13 / 100,00  | 2,67 |
|                         | Coligação Democrática Unitária | 228   | 4,98 / 100,00   | 0,81 |
|                         | CHEGA                          | 205   | 4,47 / 100,00   | Novo |
|                         | Iniciativa Liberal             | 193   | 4,21 / 100,00   | Novo |
|                         | Bloco de Esquerda              | 185   | 4,04 / 100,00   | 0,28 |
|                         | Pessoas–Animais–Natureza       | 137   | 2,99 / 100,00   | 0,07 |
|                         | PDR-MPT                        | 38    | 0,83 / 100,00   | Novo |
|                         | LIVRE                          | 22    | 0,48 / 100,00   | -    |
| Votos Inválidos         | Votos Inválidos                | 208   | 4,54 / 100,00   | 0,92 |
| Total                   | Total                          | 4 582 | 100,00 / 100,00 |      |
| Eleitorado/Participação | Eleitorado/Participação        | 9 176 | 49,93 / 100,00  | 5,02 |

#### Mafamude e Vilar do Paraíso
| Partido                 | Partido                        | Votos  | %               | +/-  |
| ----------------------- | ------------------------------ | ------ | --------------- | ---- |
|                         | Partido Socialista             | 11 036 | 54,73 / 100,00  | 3,44 |
|                         | PSD-CDS-PPM                    | 3 414  | 16,93 / 100,00  | 4,62 |
|                         | Bloco de Esquerda              | 1 215  | 6,03 / 100,00   | 0,91 |
|                         | Coligação Democrática Unitária | 1 109  | 5,50 / 100,00   | 0,49 |
|                         | CHEGA                          | 888    | 4,40 / 100,00   | Novo |
|                         | Iniciativa Liberal             | 730    | 3,62 / 100,00   | Novo |
|                         | Pessoas–Animais–Natureza       | 696    | 3,45 / 100,00   | 0,46 |
|                         | LIVRE                          | 129    | 0,64 / 100,00   | -    |
|                         | PDR-MPT                        | 117    | 0,58 / 100,00   | Novo |
| Votos Inválidos         | Votos Inválidos                | 829    | 4,11 / 100,00   | 0,43 |
| Total                   | Total                          | 20 163 | 100,00 / 100,00 |      |
| Eleitorado/Participação | Eleitorado/Participação        | 46 260 | 43,59 / 100,00  | 3,88 |

#### Oliveira do Douro
| Partido                 | Partido                        | Votos  | %               | +/-  |
| ----------------------- | ------------------------------ | ------ | --------------- | ---- |
|                         | Partido Socialista             | 5 903  | 62,12 / 100,00  | 3,23 |
|                         | PSD-CDS-PPM                    | 1 409  | 14,83 / 100,00  | 1,20 |
|                         | Coligação Democrática Unitária | 564    | 5,94 / 100,00   | 0,33 |
|                         | Bloco de Esquerda              | 429    | 4,51 / 100,00   | 1,34 |
|                         | CHEGA                          | 367    | 3,86 / 100,00   | Novo |
|                         | Pessoas–Animais–Natureza       | 226    | 2,38 / 100,00   | 0,33 |
|                         | Iniciativa Liberal             | 196    | 2,06 / 100,00   | Novo |
|                         | PDR-MPT                        | 42     | 0,44 / 100,00   | Novo |
|                         | LIVRE                          | 29     | 0,31 / 100,00   | -    |
| Votos Inválidos         | Votos Inválidos                | 337    | 3,55 / 100,00   | 0,07 |
| Total                   | Total                          | 9 502  | 100,00 / 100,00 |      |
| Eleitorado/Participação | Eleitorado/Participação        | 19 960 | 47,61 / 100,00  | 3,78 |

#### Pedroso e Seixezelo
| Partido                 | Partido                        | Votos  | %               | +/-  |
| ----------------------- | ------------------------------ | ------ | --------------- | ---- |
|                         | Partido Socialista             | 5 918  | 64,47 / 100,00  | 3,01 |
|                         | PSD-CDS-PPM                    | 1 435  | 15,63 / 100,00  | 3,05 |
|                         | CHEGA                          | 397    | 4,33 / 100,00   | Novo |
|                         | Bloco de Esquerda              | 281    | 3,06 / 100,00   | 0,70 |
|                         | Coligação Democrática Unitária | 275    | 3,00 / 100,00   | 0,19 |
|                         | Iniciativa Liberal             | 229    | 2,49 / 100,00   | Novo |
|                         | Pessoas–Animais–Natureza       | 183    | 1,99 / 100,00   | 0,21 |
|                         | LIVRE                          | 32     | 0,35 / 100,00   | -    |
|                         | PDR-MPT                        | 27     | 0,29 / 100,00   | Novo |
| Votos Inválidos         | Votos Inválidos                | 402    | 4,38 / 100,00   | 0,11 |
| Total                   | Total                          | 9 179  | 100,00 / 100,00 |      |
| Eleitorado/Participação | Eleitorado/Participação        | 18 115 | 50,67 / 100,00  | 4,77 |

#### Sandim, Olival, Lever e Crestuma
| Partido                 | Partido                        | Votos  | %               | +/-  |
| ----------------------- | ------------------------------ | ------ | --------------- | ---- |
|                         | Partido Socialista             | 4 704  | 54,76 / 100,00  | 4,36 |
|                         | PSD-CDS-PPM                    | 2 178  | 25,36 / 100,00  | 2,61 |
|                         | CHEGA                          | 372    | 4,33 / 100,00   | Novo |
|                         | Coligação Democrática Unitária | 240    | 2,79 / 100,00   | 0,71 |
|                         | Bloco de Esquerda              | 222    | 2,58 / 100,00   | 0,84 |
|                         | Pessoas–Animais–Natureza       | 150    | 1,75 / 100,00   | 0,46 |
|                         | Iniciativa Liberal             | 144    | 1,68 / 100,00   | Novo |
|                         | PDR-MPT                        | 77     | 0,90 / 100,00   | Novo |
|                         | LIVRE                          | 34     | 0,40 / 100,00   | -    |
| Votos Inválidos         | Votos Inválidos                | 469    | 5,46 / 100,00   | 0,47 |
| Total                   | Total                          | 8 590  | 100,00 / 100,00 |      |
| Eleitorado/Participação | Eleitorado/Participação        | 14 775 | 58,14 / 100,00  | 5,29 |

#### Santa Marinha e São Pedro da Afurada
| Partido                 | Partido                        | Votos  | %               | +/-  |
| ----------------------- | ------------------------------ | ------ | --------------- | ---- |
|                         | Partido Socialista             | 7 104  | 54,57 / 100,00  | 4,19 |
|                         | PSD-CDS-PPM                    | 2 068  | 15,89 / 100,00  | 2,94 |
|                         | Bloco de Esquerda              | 871    | 6,69 / 100,00   | 0,42 |
|                         | Coligação Democrática Unitária | 823    | 6,32 / 100,00   | 0,90 |
|                         | CHEGA                          | 548    | 4,21 / 100,00   | Novo |
|                         | Iniciativa Liberal             | 468    | 3,60 / 100,00   | Novo |
|                         | Pessoas–Animais–Natureza       | 435    | 3,34 / 100,00   | 0,06 |
|                         | LIVRE                          | 67     | 0,51 / 100,00   | -    |
|                         | PDR-MPT                        | 56     | 0,43 / 100,00   | Novo |
| Votos Inválidos         | Votos Inválidos                | 578    | 4,44 / 100,00   | 0,58 |
| Total                   | Total                          | 13 018 | 100,00 / 100,00 |      |
| Eleitorado/Participação | Eleitorado/Participação        | 29 876 | 43,57 / 100,00  | 5,01 |

#### São Félix da Marinha
| Partido                 | Partido                        | Votos  | %               | +/-  |
| ----------------------- | ------------------------------ | ------ | --------------- | ---- |
|                         | Partido Socialista             | 3 418  | 53,76 / 100,00  | 7,44 |
|                         | PSD-CDS-PPM                    | 1 478  | 23,25 / 100,00  | 0,92 |
|                         | CHEGA                          | 256    | 4,03 / 100,00   | Novo |
|                         | Iniciativa Liberal             | 251    | 3,95 / 100,00   | Novo |
|                         | Coligação Democrática Unitária | 237    | 3,73 / 100,00   | 0,24 |
|                         | Bloco de Esquerda              | 181    | 2,85 / 100,00   | 0,10 |
|                         | Pessoas–Animais–Natureza       | 161    | 2,53 / 100,00   | 0,50 |
|                         | LIVRE                          | 32     | 0,50 / 100,00   | -    |
|                         | PDR-MPT                        | 16     | 0,25 / 100,00   | Novo |
| Votos Inválidos         | Votos Inválidos                | 328    | 5,16 / 100,00   | 0,34 |
| Total                   | Total                          | 6 358  | 100,00 / 100,00 |      |
| Eleitorado/Participação | Eleitorado/Participação        | 11 550 | 55,05 / 100,00  | 1,85 |

#### Serzedo e Perosinho
| Partido                 | Partido                        | Votos  | %               | +/-  |
| ----------------------- | ------------------------------ | ------ | --------------- | ---- |
|                         | Partido Socialista             | 3 643  | 59,50 / 100,00  | 2,18 |
|                         | PSD-CDS-PPM                    | 1 202  | 19,63 / 100,00  | 3,34 |
|                         | CHEGA                          | 271    | 4,43 / 100,00   | Novo |
|                         | Coligação Democrática Unitária | 229    | 3,74 / 100,00   | 0,07 |
|                         | Bloco de Esquerda              | 197    | 3,22 / 100,00   | 0,86 |
|                         | Pessoas–Animais–Natureza       | 159    | 2,60 / 100,00   | 0,56 |
|                         | Iniciativa Liberal             | 105    | 1,71 / 100,00   | Novo |
|                         | LIVRE                          | 22     | 0,36 / 100,00   | -    |
|                         | PDR-MPT                        | 20     | 0,33 / 100,00   | Novo |
| Votos Inválidos         | Votos Inválidos                | 275    | 4,49 / 100,00   | 0,14 |
| Total                   | Total                          | 6 123  | 100,00 / 100,00 |      |
| Eleitorado/Participação | Eleitorado/Participação        | 12 578 | 48,68 / 100,00  | 4,55 |

#### Vilar de Andorinho
| Partido                 | Partido                        | Votos  | %               | +/-     |
| ----------------------- | ------------------------------ | ------ | --------------- | ------- |
|                         | Partido Socialista             | 4 188  | 61,92 / 100,00  | 3,61    |
|                         | PSD-CDS-PPM                    | 886    | 13,10 / 100,00  | 1,63    |
|                         | Bloco de Esquerda              | 352    | 5,20 / 100,00   | 0,71    |
|                         | Coligação Democrática Unitária | 348    | 5,14 / 100,00   | 0,23    |
|                         | CHEGA                          | 274    | 4,05 / 100,00   | Novo    |
|                         | Pessoas–Animais–Natureza       | 215    | 3,18 / 100,00   | 0,04    |
|                         | Iniciativa Liberal             | 125    | 1,85 / 100,00   | Novo    |
|                         | PDR-MPT                        | 43     | 0,64 / 100,00   | Novo    |
|                         | LIVRE                          | 29     | 0,43 / 100,00   | -       |
| Votos Inválidos         | Votos Inválidos                | 304    | 4,49 / 100,00   | Estável |
| Total                   | Total                          | 6 764  | 100,00 / 100,00 |         |
| Eleitorado/Participação | Eleitorado/Participação        | 15 439 | 43,81 / 100,00  | 5,42    |

### Assembleia Municipal
| Freguesia                            | %     | %             | %    | %    | %    | %    | %    | %        | Votantes |
| Freguesia                            | PS    | PSD- CDS- PPM | BE   | CDU  | CH   | PAN  | IL   | PDR- MPT | Votantes |
| ------------------------------------ | ----- | ------------- | ---- | ---- | ---- | ---- | ---- | -------- | -------- |
| Freguesia                            |       |               |      |      |      |      |      |          | Votantes |
| Arcozelo                             | 45,31 | 25,66         | 5,45 | 4,46 | 4,97 | 3,70 | 4,69 | 0,66     | 6 564    |
| Avintes                              | 60,22 | 14,28         | 5,95 | 7,23 | 3,40 | 2,85 | 1,96 | 0,35     | 4 910    |
| Canelas                              | 60,00 | 14,59         | 6,41 | 3,82 | 4,89 | 2,77 | 2,64 | 0,41     | 5 913    |
| Canidelo                             | 48,86 | 17,33         | 8,80 | 6,66 | 3,92 | 4,66 | 3,75 | 0,66     | 11 108   |
| Grijó e Sermonde                     | 49,25 | 29,64         | 3,55 | 4,08 | 4,08 | 2,40 | 1,77 | 0,43     | 5 634    |
| Gulpilhares e Valadares              | 45,65 | 19,95         | 7,32 | 6,90 | 4,97 | 4,06 | 4,83 | 1,05     | 9 116    |
| Madalena                             | 50,17 | 18,18         | 6,33 | 5,98 | 4,28 | 3,73 | 4,91 | 1,16     | 4 582    |
| Mafamude e Vilar do Paraíso          | 45,39 | 19,83         | 8,95 | 6,51 | 4,83 | 4,63 | 4,22 | 0,73     | 20 175   |
| Oliveira do Douro                    | 54,41 | 17,29         | 6,60 | 6,91 | 4,10 | 3,59 | 2,59 | 0,59     | 9 502    |
| Pedroso e Seixezelo                  | 58,57 | 17,51         | 4,43 | 3,42 | 4,76 | 2,75 | 3,03 | 0,57     | 9 179    |
| Sandim, Olival, Lever e Crestuma     | 49,24 | 27,12         | 3,85 | 3,32 | 4,53 | 2,26 | 2,14 | 1,25     | 8 590    |
| Santa Marinha e São Pedro da Afurada | 46,46 | 17,94         | 9,50 | 7,36 | 4,50 | 4,45 | 4,04 | 0,61     | 13 036   |
| São Félix da Marinha                 | 47,92 | 26,12         | 4,12 | 4,26 | 4,12 | 3,33 | 4,04 | 0,46     | 6 358    |
| Serzedo e Perosinho                  | 52,74 | 21,57         | 4,74 | 4,23 | 4,93 | 3,59 | 2,14 | 0,65     | 6 123    |
| Vilar de Andorinho                   | 52,87 | 15,79         | 8,43 | 5,48 | 4,58 | 4,33 | 2,37 | 0,98     | 6 764    |
| Vila Nova de Gaia                    | 50,16 | 19,96         | 6,82 | 5,63 | 4,51 | 3,74 | 3,43 | 0,71     | 127 554  |

#### Arcozelo
| Partido                 | Partido                        | Votos  | %               | +/-  |
| ----------------------- | ------------------------------ | ------ | --------------- | ---- |
|                         | Partido Socialista             | 2 974  | 45,31 / 100,00  | 3,30 |
|                         | PSD-CDS-PPM                    | 1 684  | 25,66 / 100,00  | 6,03 |
|                         | Bloco de Esquerda              | 358    | 5,45 / 100,00   | 0,16 |
|                         | CHEGA                          | 326    | 4,97 / 100,00   | Novo |
|                         | Iniciativa Liberal             | 308    | 4,69 / 100,00   | Novo |
|                         | Coligação Democrática Unitária | 293    | 4,46 / 100,00   | 0,57 |
|                         | Pessoas–Animais–Natureza       | 243    | 3,70 / 100,00   | 0,26 |
|                         | PDR-MPT                        | 43     | 0,66 / 100,00   | Novo |
| Votos Inválidos         | Votos Inválidos                | 335    | 5,10 / 100,00   | 0,50 |
| Total                   | Total                          | 6 564  | 100,00 / 100,00 |      |
| Eleitorado/Participação | Eleitorado/Participação        | 13 409 | 48,95 / 100,00  | 4,11 |

#### Avintes
| Partido                 | Partido                        | Votos | %               | +/-  |
| ----------------------- | ------------------------------ | ----- | --------------- | ---- |
|                         | Partido Socialista             | 2 957 | 60,22 / 100,00  | 7,01 |
|                         | PSD-CDS-PPM                    | 701   | 14,28 / 100,00  | 1,10 |
|                         | Coligação Democrática Unitária | 355   | 7,23 / 100,00   | 1,05 |
|                         | Bloco de Esquerda              | 292   | 5,95 / 100,00   | 1,61 |
|                         | CHEGA                          | 167   | 3,40 / 100,00   | Novo |
|                         | Pessoas–Animais–Natureza       | 140   | 2,85 / 100,00   | 0,27 |
|                         | Iniciativa Liberal             | 96    | 1,96 / 100,00   | Novo |
|                         | PDR-MPT                        | 17    | 0,35 / 100,00   | Novo |
| Votos Inválidos         | Votos Inválidos                | 185   | 3,76 / 100,00   | 0,47 |
| Total                   | Total                          | 4 910 | 100,00 / 100,00 |      |
| Eleitorado/Participação | Eleitorado/Participação        | 9 823 | 49,98 / 100,00  | 4,42 |

#### Canelas
| Partido                 | Partido                        | Votos  | %               | +/-  |
| ----------------------- | ------------------------------ | ------ | --------------- | ---- |
|                         | Partido Socialista             | 3 548  | 60,00 / 100,00  | 3,96 |
|                         | PSD-CDS-PPM                    | 863    | 14,59 / 100,00  | 3,18 |
|                         | Bloco de Esquerda              | 379    | 6,41 / 100,00   | 0,88 |
|                         | CHEGA                          | 289    | 4,89 / 100,00   | Novo |
|                         | Coligação Democrática Unitária | 226    | 3,82 / 100,00   | 0,07 |
|                         | Pessoas–Animais–Natureza       | 164    | 2,77 / 100,00   | 0,11 |
|                         | Iniciativa Liberal             | 156    | 2,64 / 100,00   | Novo |
|                         | PDR-MPT                        | 24     | 0,41 / 100,00   | Novo |
| Votos Inválidos         | Votos Inválidos                | 264    | 4,47 / 100,00   | 0,99 |
| Total                   | Total                          | 5 913  | 100,00 / 100,00 |      |
| Eleitorado/Participação | Eleitorado/Participação        | 11 878 | 49,78 / 100,00  | 7,42 |

#### Canidelo
| Partido                 | Partido                        | Votos  | %               | +/-  |
| ----------------------- | ------------------------------ | ------ | --------------- | ---- |
|                         | Partido Socialista             | 5 427  | 48,86 / 100,00  | 5,56 |
|                         | PSD-CDS-PPM                    | 1 925  | 17,33 / 100,00  | 1,95 |
|                         | Bloco de Esquerda              | 977    | 8,80 / 100,00   | 0,26 |
|                         | Coligação Democrática Unitária | 740    | 6,66 / 100,00   | 0,16 |
|                         | Pessoas–Animais–Natureza       | 518    | 4,66 / 100,00   | 0,35 |
|                         | CHEGA                          | 435    | 3,92 / 100,00   | Novo |
|                         | Iniciativa Liberal             | 417    | 3,75 / 100,00   | Novo |
|                         | PDR-MPT                        | 73     | 0,66 / 100,00   | Novo |
| Votos Inválidos         | Votos Inválidos                | 596    | 5,37 / 100,00   | 0,24 |
| Total                   | Total                          | 11 108 | 100,00 / 100,00 |      |
| Eleitorado/Participação | Eleitorado/Participação        | 24 423 | 45,48 / 100,00  | 4,84 |

#### Grijó e Sermonde
| Partido                 | Partido                        | Votos  | %               | +/-  |
| ----------------------- | ------------------------------ | ------ | --------------- | ---- |
|                         | Partido Socialista             | 2 775  | 49,25 / 100,00  | 4,22 |
|                         | PSD-CDS-PPM                    | 1 670  | 29,64 / 100,00  | 0,18 |
|                         | Coligação Democrática Unitária | 230    | 4,08 / 100,00   | 0,98 |
|                         | CHEGA                          | 230    | 4,08 / 100,00   | Novo |
|                         | Bloco de Esquerda              | 200    | 3,55 / 100,00   | 0,11 |
|                         | Pessoas–Animais–Natureza       | 135    | 2,40 / 100,00   | 0,01 |
|                         | Iniciativa Liberal             | 100    | 1,77 / 100,00   | Novo |
|                         | PDR-MPT                        | 24     | 0,43 / 100,00   | Novo |
| Votos Inválidos         | Votos Inválidos                | 270    | 4,79 / 100,00   | 0,10 |
| Total                   | Total                          | 5 634  | 100,00 / 100,00 |      |
| Eleitorado/Participação | Eleitorado/Participação        | 10 593 | 53,91 / 100,00  | 4,02 |

#### Gulpilhares e Valadares
| Partido                 | Partido                        | Votos  | %               | +/-  |
| ----------------------- | ------------------------------ | ------ | --------------- | ---- |
|                         | Partido Socialista             | 4 161  | 45,65 / 100,00  | 5,81 |
|                         | PSD-CDS-PPM                    | 1 819  | 19,95 / 100,00  | 2,48 |
|                         | Bloco de Esquerda              | 667    | 7,32 / 100,00   | 0,88 |
|                         | Coligação Democrática Unitária | 629    | 6,90 / 100,00   | 0,50 |
|                         | CHEGA                          | 453    | 4,97 / 100,00   | Novo |
|                         | Iniciativa Liberal             | 440    | 4,83 / 100,00   | Novo |
|                         | Pessoas–Animais–Natureza       | 370    | 4,06 / 100,00   | 0,25 |
|                         | PDR-MPT                        | 96     | 1,05 / 100,00   | Novo |
| Votos Inválidos         | Votos Inválidos                | 481    | 5,28 / 100,00   | 0,47 |
| Total                   | Total                          | 9 116  | 100,00 / 100,00 |      |
| Eleitorado/Participação | Eleitorado/Participação        | 19 613 | 46,48 / 100,00  | 2,93 |

#### Madalena
| Partido                 | Partido                        | Votos | %               | +/-  |
| ----------------------- | ------------------------------ | ----- | --------------- | ---- |
|                         | Partido Socialista             | 2 299 | 50,17 / 100,00  | 3,99 |
|                         | PSD-CDS-PPM                    | 833   | 18,18 / 100,00  | 2,93 |
|                         | Bloco de Esquerda              | 290   | 6,33 / 100,00   | 0,13 |
|                         | Coligação Democrática Unitária | 274   | 5,98 / 100,00   | 1,45 |
|                         | Iniciativa Liberal             | 225   | 4,91 / 100,00   | Novo |
|                         | CHEGA                          | 196   | 4,28 / 100,00   | Novo |
|                         | Pessoas–Animais–Natureza       | 171   | 3,73 / 100,00   | 0,75 |
|                         | PDR-MPT                        | 53    | 1,16 / 100,00   | Novo |
| Votos Inválidos         | Votos Inválidos                | 241   | 5,26 / 100,00   | 0,63 |
| Total                   | Total                          | 4 582 | 100,00 / 100,00 |      |
| Eleitorado/Participação | Eleitorado/Participação        | 9 176 | 49,93 / 100,00  | 5,15 |

#### Mafamude e Vilar do Paraíso
| Partido                 | Partido                        | Votos  | %               | +/-  |
| ----------------------- | ------------------------------ | ------ | --------------- | ---- |
|                         | Partido Socialista             | 9 157  | 45,39 / 100,00  | 5,04 |
|                         | PSD-CDS-PPM                    | 4 001  | 19,83 / 100,00  | 3,98 |
|                         | Bloco de Esquerda              | 1 805  | 8,95 / 100,00   | 0,52 |
|                         | Coligação Democrática Unitária | 1 314  | 6,51 / 100,00   | 0,01 |
|                         | CHEGA                          | 975    | 4,83 / 100,00   | Novo |
|                         | Pessoas–Animais–Natureza       | 935    | 4,63 / 100,00   | 0,22 |
|                         | Iniciativa Liberal             | 851    | 4,22 / 100,00   | Novo |
|                         | PDR-MPT                        | 147    | 0,73 / 100,00   | Novo |
| Votos Inválidos         | Votos Inválidos                | 990    | 4,91 / 100,00   | 0,10 |
| Total                   | Total                          | 20 175 | 100,00 / 100,00 |      |
| Eleitorado/Participação | Eleitorado/Participação        | 46 260 | 43,61 / 100,00  | 3,57 |

#### Oliveira do Douro
| Partido                 | Partido                        | Votos  | %               | +/-  |
| ----------------------- | ------------------------------ | ------ | --------------- | ---- |
|                         | Partido Socialista             | 5 170  | 54,41 / 100,00  | 4,37 |
|                         | PSD-CDS-PPM                    | 1 643  | 17,29 / 100,00  | 0,10 |
|                         | Coligação Democrática Unitária | 657    | 6,91 / 100,00   | 0,47 |
|                         | Bloco de Esquerda              | 627    | 6,60 / 100,00   | 1,78 |
|                         | CHEGA                          | 390    | 4,10 / 100,00   | Novo |
|                         | Pessoas–Animais–Natureza       | 341    | 3,59 / 100,00   | 0,32 |
|                         | Iniciativa Liberal             | 246    | 2,59 / 100,00   | Novo |
|                         | PDR-MPT                        | 56     | 0,59 / 100,00   | Novo |
| Votos Inválidos         | Votos Inválidos                | 372    | 3,92 / 100,00   | 0,13 |
| Total                   | Total                          | 9 502  | 100,00 / 100,00 |      |
| Eleitorado/Participação | Eleitorado/Participação        | 19 960 | 47,61 / 100,00  | 3,77 |

#### Pedroso e Seixezelo
| Partido                 | Partido                        | Votos  | %               | +/-  |
| ----------------------- | ------------------------------ | ------ | --------------- | ---- |
|                         | Partido Socialista             | 5 376  | 58,57 / 100,00  | 3,64 |
|                         | PSD-CDS-PPM                    | 1 607  | 17,51 / 100,00  | 2,58 |
|                         | CHEGA                          | 437    | 4,76 / 100,00   | Novo |
|                         | Bloco de Esquerda              | 407    | 4,43 / 100,00   | 1,12 |
|                         | Coligação Democrática Unitária | 314    | 3,42 / 100,00   | 0,19 |
|                         | Iniciativa Liberal             | 278    | 3,03 / 100,00   | Novo |
|                         | Pessoas–Animais–Natureza       | 252    | 2,75 / 100,00   | 0,08 |
|                         | PDR-MPT                        | 52     | 0,57 / 100,00   | Novo |
| Votos Inválidos         | Votos Inválidos                | 456    | 4,97 / 100,00   | 0,36 |
| Total                   | Total                          | 9 179  | 100,00 / 100,00 |      |
| Eleitorado/Participação | Eleitorado/Participação        | 18 115 | 50,67 / 100,00  | 4,74 |

#### Sandim, Olival, Lever e Crestuma
| Partido                 | Partido                        | Votos  | %               | +/-  |
| ----------------------- | ------------------------------ | ------ | --------------- | ---- |
|                         | Partido Socialista             | 4 230  | 49,24 / 100,00  | 5,08 |
|                         | PSD-CDS-PPM                    | 2 330  | 27,12 / 100,00  | 2,89 |
|                         | CHEGA                          | 389    | 4,53 / 100,00   | Novo |
|                         | Bloco de Esquerda              | 331    | 3,85 / 100,00   | 1,15 |
|                         | Coligação Democrática Unitária | 285    | 3,32 / 100,00   | 0,47 |
|                         | Pessoas–Animais–Natureza       | 194    | 2,26 / 100,00   | 0,29 |
|                         | Iniciativa Liberal             | 184    | 2,14 / 100,00   | Novo |
|                         | PDR-MPT                        | 107    | 1,25 / 100,00   | Novo |
| Votos Inválidos         | Votos Inválidos                | 540    | 6,29 / 100,00   | 0,82 |
| Total                   | Total                          | 8 590  | 100,00 / 100,00 |      |
| Eleitorado/Participação | Eleitorado/Participação        | 14 775 | 58,14 / 100,00  | 5,16 |

#### Santa Marinha e São Pedro da Afurada
| Partido                 | Partido                        | Votos  | %               | +/-  |
| ----------------------- | ------------------------------ | ------ | --------------- | ---- |
|                         | Partido Socialista             | 6 057  | 46,46 / 100,00  | 5,04 |
|                         | PSD-CDS-PPM                    | 2 339  | 17,94 / 100,00  | 2,58 |
|                         | Bloco de Esquerda              | 1 239  | 9,50 / 100,00   | 0,19 |
|                         | Coligação Democrática Unitária | 959    | 7,36 / 100,00   | 0,21 |
|                         | CHEGA                          | 586    | 4,50 / 100,00   | Novo |
|                         | Pessoas–Animais–Natureza       | 580    | 4,45 / 100,00   | 0,44 |
|                         | Iniciativa Liberal             | 527    | 4,04 / 100,00   | Novo |
|                         | PDR-MPT                        | 79     | 0,61 / 100,00   | Novo |
| Votos Inválidos         | Votos Inválidos                | 670    | 5,14 / 100,00   | 0,68 |
| Total                   | Total                          | 13 036 | 100,00 / 100,00 |      |
| Eleitorado/Participação | Eleitorado/Participação        | 29 876 | 43,63 / 100,00  | 4,96 |

#### São Félix da Marinha
| Partido                 | Partido                        | Votos  | %               | +/-  |
| ----------------------- | ------------------------------ | ------ | --------------- | ---- |
|                         | Partido Socialista             | 3 047  | 47,92 / 100,00  | 8,69 |
|                         | PSD-CDS-PPM                    | 1 661  | 26,12 / 100,00  | 0,34 |
|                         | Coligação Democrática Unitária | 271    | 4,26 / 100,00   | 0,46 |
|                         | Bloco de Esquerda              | 262    | 4,12 / 100,00   | 0,32 |
|                         | CHEGA                          | 262    | 4,12 / 100,00   | Novo |
|                         | Iniciativa Liberal             | 257    | 4,04 / 100,00   | Novo |
|                         | Pessoas–Animais–Natureza       | 212    | 3,33 / 100,00   | 0,43 |
|                         | PDR-MPT                        | 29     | 0,46 / 100,00   | Novo |
| Votos Inválidos         | Votos Inválidos                | 357    | 5,61 / 100,00   | 0,36 |
| Total                   | Total                          | 6 358  | 100,00 / 100,00 |      |
| Eleitorado/Participação | Eleitorado/Participação        | 11 550 | 55,05 / 100,00  | 1,86 |

#### Serzedo e Perosinho
| Partido                 | Partido                        | Votos  | %               | +/-  |
| ----------------------- | ------------------------------ | ------ | --------------- | ---- |
|                         | Partido Socialista             | 3 229  | 52,74 / 100,00  | 2,15 |
|                         | PSD-CDS-PPM                    | 1 321  | 21,57 / 100,00  | 4,53 |
|                         | CHEGA                          | 302    | 4,93 / 100,00   | Novo |
|                         | Bloco de Esquerda              | 290    | 4,74 / 100,00   | 0,98 |
|                         | Coligação Democrática Unitária | 259    | 4,23 / 100,00   | 0,48 |
|                         | Pessoas–Animais–Natureza       | 220    | 3,59 / 100,00   | 0,49 |
|                         | Iniciativa Liberal             | 131    | 2,14 / 100,00   | Novo |
|                         | PDR-MPT                        | 40     | 0,65 / 100,00   | Novo |
| Votos Inválidos         | Votos Inválidos                | 331    | 5,41 / 100,00   | 0,29 |
| Total                   | Total                          | 6 123  | 100,00 / 100,00 |      |
| Eleitorado/Participação | Eleitorado/Participação        | 12 578 | 48,68 / 100,00  | 4,55 |

#### Vilar de Andorinho
| Partido                 | Partido                        | Votos  | %               | +/-  |
| ----------------------- | ------------------------------ | ------ | --------------- | ---- |
|                         | Partido Socialista             | 3 576  | 52,87 / 100,00  | 5,03 |
|                         | PSD-CDS-PPM                    | 1 068  | 15,79 / 100,00  | 1,65 |
|                         | Bloco de Esquerda              | 570    | 8,43 / 100,00   | 0,36 |
|                         | Coligação Democrática Unitária | 371    | 5,48 / 100,00   | 1,19 |
|                         | CHEGA                          | 310    | 4,58 / 100,00   | Novo |
|                         | Pessoas–Animais–Natureza       | 293    | 4,33 / 100,00   | 0,15 |
|                         | Iniciativa Liberal             | 160    | 2,37 / 100,00   | Novo |
|                         | PDR-MPT                        | 66     | 0,98 / 100,00   | Novo |
| Votos Inválidos         | Votos Inválidos                | 350    | 5,18 / 100,00   | 0,24 |
| Total                   | Total                          | 6 764  | 100,00 / 100,00 |      |
| Eleitorado/Participação | Eleitorado/Participação        | 15 439 | 43,81 / 100,00  | 5,42 |

### Juntas de Freguesia

#### Arcozelo
| Partido                 | Partido                        | Votos  | %               | +/-  | Mandatos | +/-     |
| ----------------------- | ------------------------------ | ------ | --------------- | ---- | -------- | ------- |
|                         | Partido Socialista             | 3 210  | 48,90 / 100,00  | 0,41 | 8 / 13   | 1       |
|                         | PSD-CDS-PPM                    | 1 945  | 29,63 / 100,00  | 7,53 | 5 / 13   | Estável |
|                         | Bloco de Esquerda              | 366    | 5,58 / 100,00   | -    | 0 / 13   | -       |
|                         | CHEGA                          | 332    | 5,06 / 100,00   | Novo | 0 / 13   | Novo    |
|                         | Coligação Democrática Unitária | 304    | 4,63 / 100,00   | 2,65 | 0 / 13   | 1       |
| Votos Inválidos         | Votos Inválidos                | 407    | 6,20 / 100,00   | 0,86 |          |         |
| Total                   | Total                          | 6 564  | 100,00 / 100,00 |      | 13 / 13  |         |
| Eleitorado/Participação | Eleitorado/Participação        | 13 409 | 48,95 / 100,00  | 4,11 |          |         |

#### Avintes
| Partido                 | Partido                        | Votos | %               | +/-  | Mandatos | +/-     |
| ----------------------- | ------------------------------ | ----- | --------------- | ---- | -------- | ------- |
|                         | Partido Socialista             | 3 073 | 62,64 / 100,00  | 9,88 | 10 / 13  | 1       |
|                         | PSD-CDS-PPM                    | 776   | 15,82 / 100,00  | 3,09 | 2 / 13   | 1       |
|                         | Coligação Democrática Unitária | 401   | 8,17 / 100,00   | 2,32 | 1 / 13   | Estável |
|                         | Bloco de Esquerda              | 296   | 6,03 / 100,00   | -    | 0 / 13   | -       |
|                         | CHEGA                          | 150   | 3,06 / 100,00   | Novo | 0 / 13   | Novo    |
| Votos Inválidos         | Votos Inválidos                | 210   | 4,28 / 100,00   | 0,02 |          |         |
| Total                   | Total                          | 4 906 | 100,00 / 100,00 |      | 13 / 13  |         |
| Eleitorado/Participação | Eleitorado/Participação        | 9 823 | 49,94 / 100,00  | 4,46 |          |         |

#### Canelas
| Partido                 | Partido                        | Votos  | %               | +/-  | Mandatos | +/-     |
| ----------------------- | ------------------------------ | ------ | --------------- | ---- | -------- | ------- |
|                         | Partido Socialista             | 3 949  | 66,79 / 100,00  | 2,06 | 11 / 13  | 1       |
|                         | PSD-CDS-PPM                    | 834    | 14,10 / 100,00  | 1,33 | 2 / 13   | Estável |
|                         | Bloco de Esquerda              | 338    | 5,72 / 100,00   | 2,71 | 0 / 13   | Estável |
|                         | CHEGA                          | 280    | 4,74 / 100,00   | Novo | 0 / 13   | Novo    |
|                         | Coligação Democrática Unitária | 231    | 3,91 / 100,00   | 0,91 | 0 / 13   | Estável |
| Votos Inválidos         | Votos Inválidos                | 281    | 4,75 / 100,00   | 0,32 |          |         |
| Total                   | Total                          | 5 913  | 100,00 / 100,00 |      | 13 / 13  |         |
| Eleitorado/Participação | Eleitorado/Participação        | 11 878 | 49,78 / 100,00  | 7,45 |          |         |

#### Canidelo
| Partido                 | Partido                        | Votos  | %               | +/-     | Mandatos | +/-     |
| ----------------------- | ------------------------------ | ------ | --------------- | ------- | -------- | ------- |
|                         | Partido Socialista             | 5 718  | 51,48 / 100,00  | 4,79    | 11 / 19  | 1       |
|                         | PSD-CDS-PPM                    | 2 294  | 20,65 / 100,00  | 0,67    | 4 / 19   | Estável |
|                         | Bloco de Esquerda              | 1 101  | 9,91 / 100,00   | 0,86    | 2 / 19   | Estável |
|                         | Coligação Democrática Unitária | 783    | 7,05 / 100,00   | Estável | 1 / 19   | Estável |
|                         | CHEGA                          | 494    | 4,45 / 100,00   | Novo    | 1 / 19   | Novo    |
| Votos Inválidos         | Votos Inválidos                | 718    | 6,47 / 100,00   | 0,15    |          |         |
| Total                   | Total                          | 11 108 | 100,00 / 100,00 |         | 19 / 19  |         |
| Eleitorado/Participação | Eleitorado/Participação        | 24 423 | 45,48 / 100,00  | 4,84    |          |         |

#### Grijó e Sermonde
| Partido                 | Partido                        | Votos  | %               | +/-  | Mandatos | +/-     |
| ----------------------- | ------------------------------ | ------ | --------------- | ---- | -------- | ------- |
|                         | Partido Socialista             | 2 833  | 50,28 / 100,00  | 6,63 | 8 / 13   | Estável |
|                         | PSD-CDS-PPM                    | 2 060  | 36,56 / 100,00  | 4,77 | 5 / 13   | 1       |
|                         | Coligação Democrática Unitária | 278    | 4,93 / 100,00   | 1,76 | 0 / 13   | 1       |
|                         | CHEGA                          | 205    | 3,64 / 100,00   | Novo | 0 / 13   | Novo    |
| Votos Inválidos         | Votos Inválidos                | 258    | 4,58 / 100,00   | 0,03 |          |         |
| Total                   | Total                          | 5 634  | 100,00 / 100,00 |      | 13 / 13  |         |
| Eleitorado/Participação | Eleitorado/Participação        | 10 593 | 53,19 / 100,00  | 4,77 |          |         |

#### Gulpilhares e Valadares
| Partido                 | Partido                        | Votos  | %               | +/-  | Mandatos | +/-     |
| ----------------------- | ------------------------------ | ------ | --------------- | ---- | -------- | ------- |
|                         | Partido Socialista             | 4 336  | 47,56 / 100,00  | 5,00 | 7 / 13   | 1       |
|                         | PSD-CDS-PPM                    | 2 255  | 24,74 / 100,00  | 0,17 | 4 / 13   | 1       |
|                         | Coligação Democrática Unitária | 768    | 8,42 / 100,00   | 0,43 | 1 / 13   | Estável |
|                         | Bloco de Esquerda              | 716    | 7,85 / 100,00   | 0,33 | 1 / 13   | Estável |
|                         | CHEGA                          | 457    | 5,01 / 100,00   | Novo | 0 / 13   | Novo    |
| Votos Inválidos         | Votos Inválidos                | 584    | 6,41 / 100,00   | 0,30 |          |         |
| Total                   | Total                          | 9 116  | 100,00 / 100,00 |      | 13 / 13  |         |
| Eleitorado/Participação | Eleitorado/Participação        | 19 613 | 46,48 / 100,00  | 2,94 |          |         |

#### Madalena
| Partido                 | Partido                        | Votos | %               | +/-  | Mandatos | +/-     |
| ----------------------- | ------------------------------ | ----- | --------------- | ---- | -------- | ------- |
|                         | Partido Socialista             | 2 337 | 51,00 / 100,00  | 1,43 | 7 / 13   | Estável |
|                         | PSD-CDS-PPM                    | 879   | 19,18 / 100,00  | 1,78 | 4 / 13   | Estável |
|                         | NC-RIR                         | 616   | 13,44 / 100,00  | Novo | 2 / 13   | Novo    |
|                         | Coligação Democrática Unitária | 313   | 6,83 / 100,00   | 1,17 | 1 / 13   | Estável |
|                         | CHEGA                          | 170   | 3,71 / 100,00   | Novo | 0 / 13   | Novo    |
| Votos Inválidos         | Votos Inválidos                | 267   | 5,83 / 100,00   | 0,75 |          |         |
| Total                   | Total                          | 4 582 | 100,00 / 100,00 |      | 13 / 13  |         |
| Eleitorado/Participação | Eleitorado/Participação        | 9 176 | 49,93 / 100,00  | 5,16 |          |         |

#### Mafamude e Vilar do Paraíso
| Partido                 | Partido                        | Votos  | %               | +/-  | Mandatos | +/-     |
| ----------------------- | ------------------------------ | ------ | --------------- | ---- | -------- | ------- |
|                         | Partido Socialista             | 9 350  | 46,37 / 100,00  | 4,30 | 11 / 21  | 1       |
|                         | PSD-CDS-PPM                    | 4 191  | 20,79 / 100,00  | 6,08 | 5 / 21   | 1       |
|                         | Bloco de Esquerda              | 1 703  | 8,45 / 100,00   | 0,94 | 2 / 21   | Estável |
|                         | Coligação Democrática Unitária | 1 281  | 6,35 / 100,00   | 0,74 | 1 / 21   | Estável |
|                         | CHEGA                          | 949    | 4,71 / 100,00   | Novo | 1 / 21   | Novo    |
|                         | Pessoas–Animais–Natureza       | 833    | 4,13 / 100,00   | -    | 1 / 21   | -       |
|                         | Iniciativa Liberal             | 812    | 4,03 / 100,00   | Novo | 0 / 21   | Novo    |
| Votos Inválidos         | Votos Inválidos                | 1 043  | 5,18 / 100,00   | 0,78 |          |         |
| Total                   | Total                          | 20 162 | 100,00 / 100,00 |      | 21 / 21  |         |
| Eleitorado/Participação | Eleitorado/Participação        | 46 260 | 43,58 / 100,00  | 3,76 |          |         |

#### Oliveira do Douro
| Partido                 | Partido                        | Votos  | %               | +/-  | Mandatos | +/-     |
| ----------------------- | ------------------------------ | ------ | --------------- | ---- | -------- | ------- |
|                         | Partido Socialista             | 5 210  | 54,82 / 100,00  | 6,11 | 8 / 13   | 1       |
|                         | PSD-CDS-PPM                    | 2 073  | 21,81 / 100,00  | 3,02 | 3 / 13   | 1       |
|                         | Coligação Democrática Unitária | 751    | 7,90 / 100,00   | 0,03 | 1 / 13   | Estável |
|                         | Bloco de Esquerda              | 633    | 6,66 / 100,00   | 1,32 | 1 / 13   | Estável |
|                         | CHEGA                          | 402    | 4,23 / 100,00   | Novo | 0 / 13   | Novo    |
| Votos Inválidos         | Votos Inválidos                | 434    | 4,57 / 100,00   | 0,14 |          |         |
| Total                   | Total                          | 9 503  | 100,00 / 100,00 |      | 13 / 13  |         |
| Eleitorado/Participação | Eleitorado/Participação        | 19 960 | 47,61 / 100,00  | 3,79 |          |         |

#### Pedroso e Seixezelo
| Partido                 | Partido                        | Votos  | %               | +/-  | Mandatos | +/-     |
| ----------------------- | ------------------------------ | ------ | --------------- | ---- | -------- | ------- |
|                         | Partido Socialista             | 6 057  | 65,99 / 100,00  | 0,27 | 10 / 13  | Estável |
|                         | PSD-CDS-PPM                    | 1 695  | 18,47 / 100,00  | 3,34 | 3 / 13   | 1       |
|                         | Coligação Democrática Unitária | 464    | 5,06 / 100,00   | 1,69 | 0 / 13   | Estável |
|                         | CHEGA                          | 440    | 4,79 / 100,00   | Novo | 0 / 13   | Novo    |
| Votos Inválidos         | Votos Inválidos                | 522    | 5,68 / 100,00   | 0,45 |          |         |
| Total                   | Total                          | 9 178  | 100,00 / 100,00 |      | 13 / 13  |         |
| Eleitorado/Participação | Eleitorado/Participação        | 18 115 | 50,67 / 100,00  | 4,73 |          |         |

#### Sandim, Olival, Lever e Crestuma
| Partido                 | Partido                                          | Votos  | %               | +/-   | Mandatos | +/-     |
| ----------------------- | ------------------------------------------------ | ------ | --------------- | ----- | -------- | ------- |
|                         | Partido Socialista                               | 4 058  | 47,24 / 100,00  | 10,22 | 7 / 13   | 2       |
|                         | PSD-CDS-PPM                                      | 2 099  | 24,44 / 100,00  | 3,93  | 4 / 13   | Estável |
|                         | Movimento União Sandim, Olival, Lever e Crestuma | 1 183  | 13,77 / 100,00  | Novo  | 2 / 13   | Novo    |
|                         | Coligação Democrática Unitária                   | 353    | 4,11 / 100,00   | 1,09  | 0 / 13   | Estável |
|                         | CHEGA                                            | 343    | 3,99 / 100,00   | Novo  | 0 / 13   | Novo    |
| Votos Inválidos         | Votos Inválidos                                  | 554    | 6,45 / 100,00   | 0,62  |          |         |
| Total                   | Total                                            | 8 590  | 100,00 / 100,00 |       | 13 / 13  |         |
| Eleitorado/Participação | Eleitorado/Participação                          | 14 775 | 58,14 / 100,00  | 5,15  |          |         |

#### Santa Marinha e São Pedro da Afurada
| Partido                 | Partido                        | Votos  | %               | +/-  | Mandatos | +/-     |
| ----------------------- | ------------------------------ | ------ | --------------- | ---- | -------- | ------- |
|                         | Partido Socialista             | 6 372  | 48,88 / 100,00  | 0,16 | 11 / 19  | Estável |
|                         | PSD-CDS-PPM                    | 2 836  | 21,76 / 100,00  | 4,11 | 4 / 19   | Estável |
|                         | Bloco de Esquerda              | 1 403  | 10,76 / 100,00  | 2,21 | 2 / 19   | 1       |
|                         | Coligação Democrática Unitária | 1 002  | 7,69 / 100,00   | 1,23 | 1 / 19   | Estável |
|                         | CHEGA                          | 646    | 4,96 / 100,00   | Novo | 1 / 19   | Novo    |
| Votos Inválidos         | Votos Inválidos                | 777    | 5,96 / 100,00   | 0,13 |          |         |
| Total                   | Total                          | 13 036 | 100,00 / 100,00 |      | 19 / 19  |         |
| Eleitorado/Participação | Eleitorado/Participação        | 29 876 | 43,63 / 100,00  | 4,99 |          |         |

#### São Félix da Marinha
| Partido                 | Partido                        | Votos  | %               | +/-  | Mandatos | +/-     |
| ----------------------- | ------------------------------ | ------ | --------------- | ---- | -------- | ------- |
|                         | Partido Socialista             | 3 328  | 52,34 / 100,00  | 7,93 | 8 / 13   | 1       |
|                         | PSD-CDS-PPM                    | 1 991  | 31,31 / 100,00  | 4,92 | 5 / 13   | 1       |
|                         | Coligação Democrática Unitária | 378    | 5,95 / 100,00   | 0,46 | 0 / 13   | Estável |
|                         | CHEGA                          | 263    | 4,14 / 100,00   | Novo | 0 / 13   | Novo    |
| Votos Inválidos         | Votos Inválidos                | 398    | 6,26 / 100,00   | 0,68 |          |         |
| Total                   | Total                          | 6 358  | 100,00 / 100,00 |      | 13 / 13  |         |
| Eleitorado/Participação | Eleitorado/Participação        | 11 550 | 55,05 / 100,00  | 1,87 |          |         |

#### Serzedo e Perosinho
| Partido                 | Partido                        | Votos  | %               | +/-  | Mandatos | +/-     |
| ----------------------- | ------------------------------ | ------ | --------------- | ---- | -------- | ------- |
|                         | Partido Socialista             | 3 363  | 54,92 / 100,00  | 1,69 | 8 / 13   | 1       |
|                         | PSD-CDS-PPM                    | 1 630  | 26,62 / 100,00  | 1,23 | 4 / 13   | Estável |
|                         | Coligação Democrática Unitária | 383    | 6,26 / 100,00   | 1,46 | 1 / 13   | 1       |
|                         | CHEGA                          | 322    | 5,26 / 100,00   | Novo | 0 / 13   | Novo    |
| Votos Inválidos         | Votos Inválidos                | 425    | 6,94 / 100,00   | 1,08 |          |         |
| Total                   | Total                          | 6 123  | 100,00 / 100,00 |      | 13 / 13  |         |
| Eleitorado/Participação | Eleitorado/Participação        | 12 578 | 48,68 / 100,00  | 4,55 |          |         |

#### Vilar de Andorinho
| Partido                 | Partido                        | Votos  | %               | +/-  | Mandatos | +/-     |
| ----------------------- | ------------------------------ | ------ | --------------- | ---- | -------- | ------- |
|                         | Partido Socialista             | 3 476  | 51,39 / 100,00  | 4,12 | 9 / 13   | 1       |
|                         | PSD-CDS-PPM                    | 1 185  | 17,52 / 100,00  | 1,14 | 3 / 13   | Estável |
|                         | Bloco de Esquerda              | 569    | 8,41 / 100,00   | 1,65 | 1 / 13   | Estável |
|                         | Juntos por Vilar               | 368    | 5,44 / 100,00   | Novo | 0 / 13   | Novo    |
|                         | Coligação Democrática Unitária | 361    | 5,34 / 100,00   | 0,48 | 0 / 13   | Estável |
|                         | Iniciativa Liberal             | 142    | 2,10 / 100,00   | Novo | 0 / 13   | Novo    |
|                         | CHEGA                          | 0      | 0,00 / 100,00   | Novo | 0 / 13   | Novo    |
| Votos Inválidos         | Votos Inválidos                | 663    | 9,80 / 100,00   | 4,42 |          |         |
| Total                   | Total                          | 6 764  | 100,00 / 100,00 |      | 13 / 13  |         |
| Eleitorado/Participação | Eleitorado/Participação        | 15 439 | 43,81 / 100,00  | 5,42 |          |         |

| Freguesia                            | 2017-2021 | 2017-2021          | 2017-2021      | 2021-2025 | 2021-2025          | 2021-2025      |
| ------------------------------------ | --------- | ------------------ | -------------- | --------- | ------------------ | -------------- |
| Arcozelo                             |           | Partido Socialista | 48,49 / 100,00 |           | Partido Socialista | 48,90 / 100,00 |
| Avintes                              |           | Partido Socialista | 72,52 / 100,00 |           | Partido Socialista | 62,64 / 100,00 |
| Canelas                              |           | Partido Socialista | 64,73 / 100,00 |           | Partido Socialista | 66,79 / 100,00 |
| Canidelo                             |           | Partido Socialista | 56,27 / 100,00 |           | Partido Socialista | 51,48 / 100,00 |
| Grijó e Sermonde                     |           | Partido Socialista | 56,91 / 100,00 |           | Partido Socialista | 50,28 / 100,00 |
| Gulpilhares e Valadares              |           | Partido Socialista | 52,56 / 100,00 |           | Partido Socialista | 47,56 / 100,00 |
| Madalena                             |           | Partido Socialista | 49,57 / 100,00 |           | Partido Socialista | 51,00 / 100,00 |
| Mafamude e Vilar do Paraíso          |           | Partido Socialista | 50,67 / 100,00 |           | Partido Socialista | 46,37 / 100,00 |
| Oliveira do Douro                    |           | Partido Socialista | 60,93 / 100,00 |           | Partido Socialista | 54,82 / 100,00 |
| Pedroso e Seixezelo                  |           | Partido Socialista | 65,72 / 100,00 |           | Partido Socialista | 65,99 / 100,00 |
| Sandim, Olival, Lever e Crestuma     |           | Partido Socialista | 57,46 / 100,00 |           | Partido Socialista | 47,24 / 100,00 |
| Santa Marinha e São Pedro da Afurada |           | Partido Socialista | 48,72 / 100,00 |           | Partido Socialista | 48,88 / 100,00 |
| São Félix da Marinha                 |           | Partido Socialista | 60,27 / 100,00 |           | Partido Socialista | 52,34 / 100,00 |
| Serzedo e Perosinho                  |           | Partido Socialista | 56,61 / 100,00 |           | Partido Socialista | 54,92 / 100,00 |
| Vilar de Andorinho                   |           | Partido Socialista | 55,51 / 100,00 |           | Partido Socialista | 51,39 / 100,00 |